# Långtjärnen (Degerfors socken, Västerbotten, 715918-167275)
Långtjärnen är en sjö i Vindelns kommun i Västerbotten och ingår i Umeälvens huvudavrinningsområde. Sjön har en area på 0,1 kvadratkilometer och ligger 217,6 meter över havet. Sjön avvattnas av vattendraget Abborrträskån.

## Delavrinningsområde
Långtjärnen ingår i det delavrinningsområde (715931-167235) som SMHI kallar för Utloppet av Abborrträsket. Medelhöjden är 226 meter över havet och ytan är 12,8 kvadratkilometer. Det finns inga avrinningsområden uppströms utan avrinningsområdet är högsta punkten. Abborrträskån som avvattnar avrinningsområdet har biflödesordning 3, vilket innebär att vattnet flödar genom totalt 3 vattendrag innan det når havet efter 143 kilometer. Avrinningsområdet består mestadels av skog (54 procent). Avrinningsområdet har 4,2 kvadratkilometer vattenytor vilket ger det en sjöprocent på 32,8 procent.